# Drobnołuszczak pomarańczowoczerwony

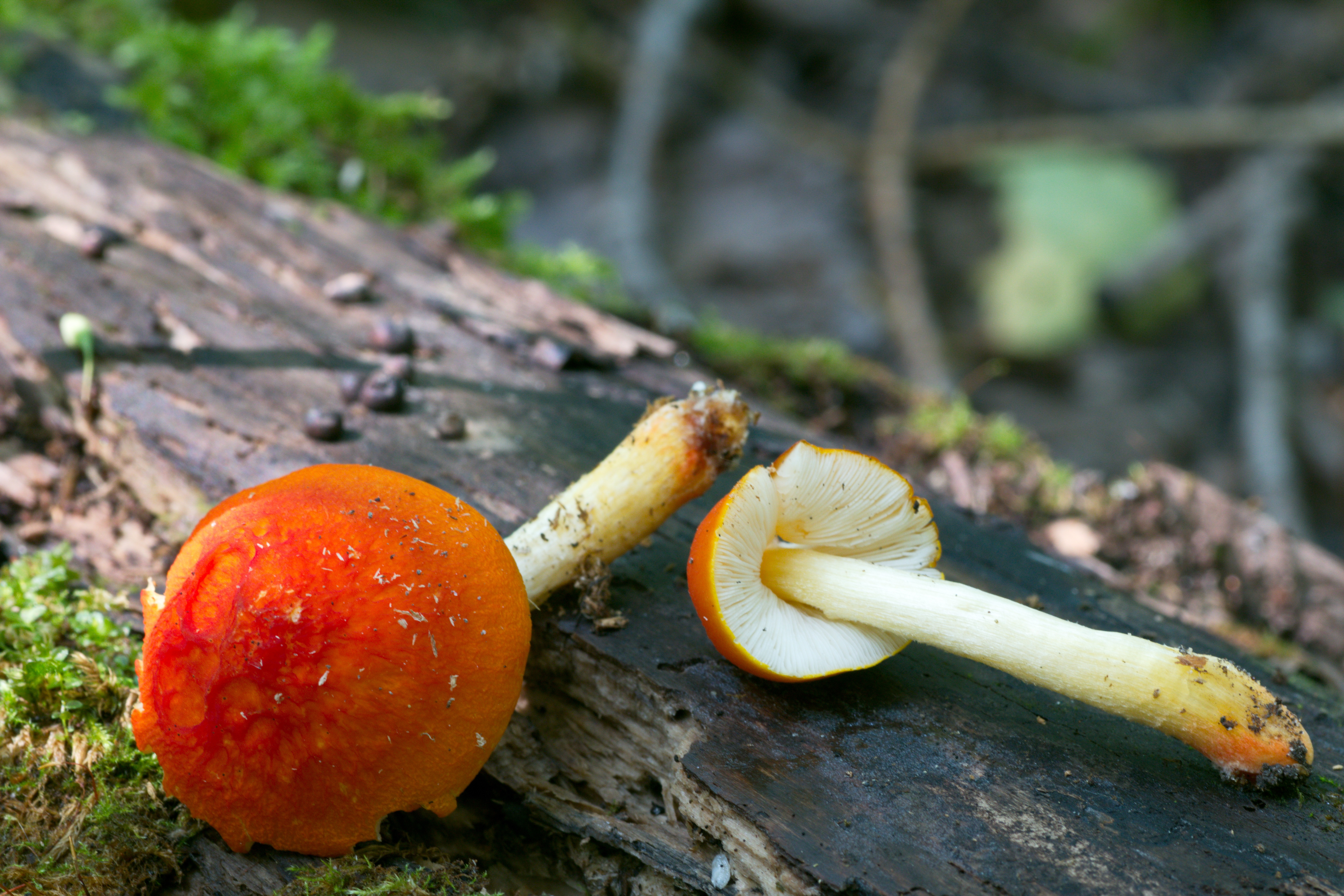
Młode owocniki

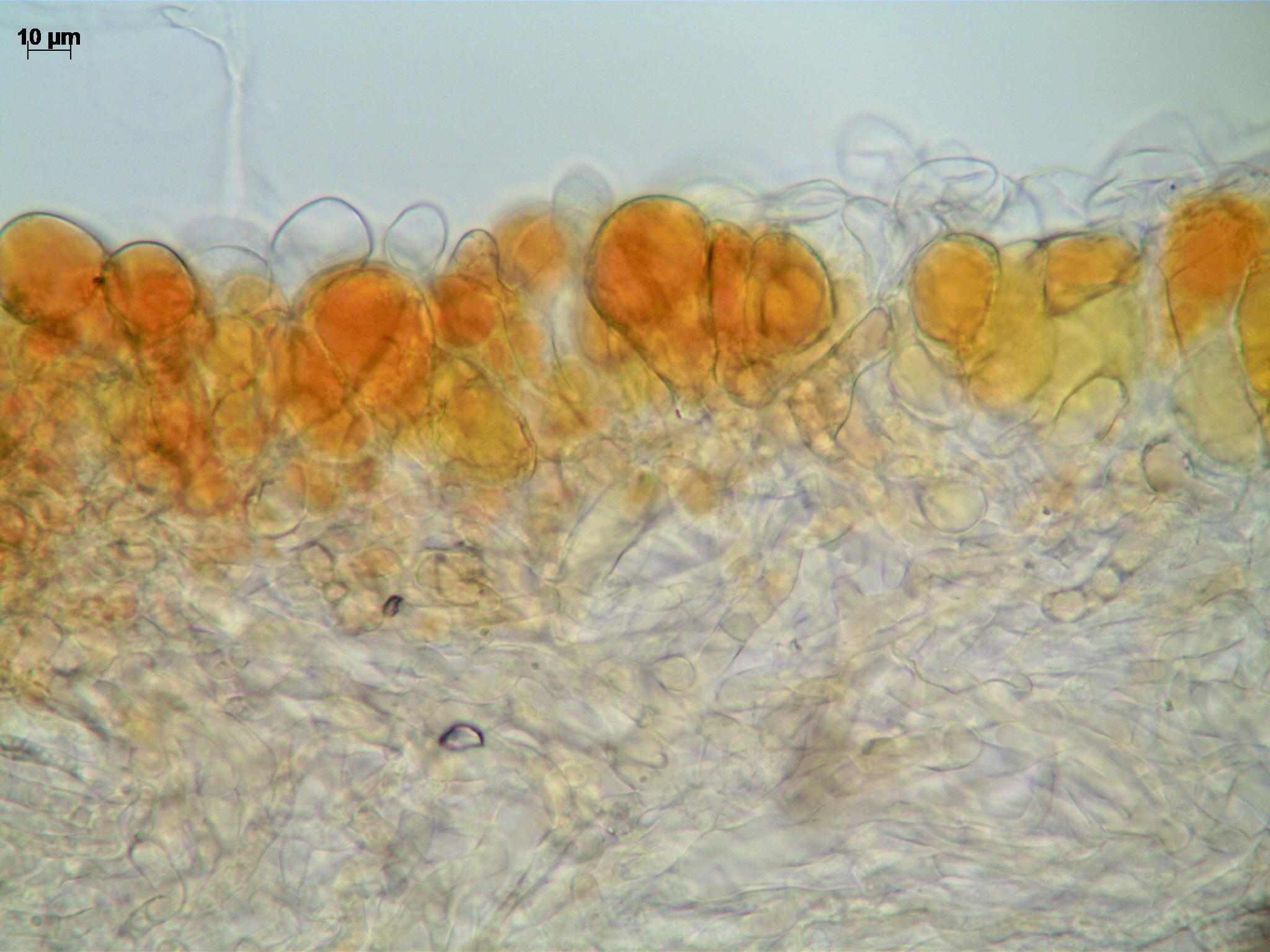
Przekrój blaszki

Drobnołuszczak pomarańczowoczerwony, łuskowiec pomarańczowoczerwony (Pluteus aurantiorugosus (Trog) Sacc.) – gatunek grzybów należący do rodziny łuskowcowatych (Pluteaceae).

## Systematyka i nazewnictwo
Pozycja w klasyfikacji według Index Fungorum: Pluteus, Pluteaceae, Agaricales, Agaricomycetidae, Agaricomycetes, Agaricomycotina, Basidiomycota, Fungi.
Po raz pierwszy takson ten zdiagnozował w 1857 r. Jakob Gabriel Trog nadając mu nazwę Agaricus aurantiorugosus. Obecną, uznaną przez Index Fungorum nazwę nadał mu w 1896 r. Pier Andrea Saccardo przenosząc go do rodzaju Pluteus.
Synonimy naukowe:
- Agaricus aurantiorugosus Trog 1857
- Pluteus aurantiorugosus var. aurantiovelatus Vizzini 2011
- Pluteus caloceps G.F. Atk. 1909
- Pluteus coccineus (Massee) J.E. Lange 1937
- Pluteus leoninus var. coccineus Massee 1893

Alina Skirgiełło w 1999 r. opisała ten gatunek pod nazwą łuskowiec pomarańczowoczerwony, Władysław Wojewoda w 2003 r. zaproponował nazwę drobnołuszczak pomarańczowoczerwony.

## Morfologia
Kapelusz
Średnica 1,5–5 cm, u młodych okazów, potem łukowaty z tępym garbem, w końcu rozpostarty, niehigrofaniczny. Brzeg równy, tylko u starszych okazów nieco karbowany. Powierzchnia gładka lub nieco pomarszczona, pomarańczowa. Na środku pomarańczowoczerwona, w stanie suchym matowa.
Blaszki
Wolne, brzuchate, początkowo białe, potem jasnoróżowe. Ostrza biało kosmkowate.
Trzon
Wysokość 3–8 cm, grubość do 0,6 cm, walcowaty, początkowo pełny, później pusty z pałkowato rozszerzoną podstawą. Powierzchnia biała do żółtobiałej, u młodych okazów podłużnie włóknista. Podstawa o barwie od ciemnożółtej do pomarańczowej.
Miąższ
W kapeluszu biały, w trzonie żółtawy, o niewyraźnym zapachu i gorzkim smaku.
Cechy mikroskopowe
Wysyp zarodników różowy. Zarodniki 5,5–8 × 4–5 µm, elipsoidalne, gładkie, szkliste, nieamyloidalne i niezmieniające barwy w KOH. Cheilocystydy rzadkie, szeroko baryłkowate, cienkościenne o wymiarach do 50  15 µm. Pileocystydy z nabrzmiałymi elementami końcowymi. Brak sprzążek.

## Występowanie
Występuje w Ameryce Północnej, Europie i Azji. W. Wojewoda w zestawieniu grzybów wielkoowocnikowych Polski w 2003 r. przytacza tylko dwa jego stanowiska. Więcej stanowisk i bardziej aktualnych podaje internetowy atlas grzybów. Gatunek ten w Polsce znajduje się na Czerwonej liście roślin i grzybów Polski. Ma status E – gatunek zagrożony wymarciem, którego przeżycie jest mało prawdopodobne, jeśli nadal będą działać czynniki zagrożenia.
Grzyb saprotroficzny. Występuje w lasach liściastych na próchniejącym drewnie drzew liściastych, zwłaszcza klonów, jesionów, wiązów, topoli.